# Тата Симонян
Тата Симонян (вірм. Թաթա Սիմոնյան (справжнє ім'я Альберт Альбертович Симонян; нар.. 5 грудня 1962, Єреван, Вірменська РСР) — вірменський співак, найвідоміший і популярний виконавець рабіза і поп-музики у Вірменії, популярний також у вірменській діаспорі. Заслужений артист Вірменії (2006).

## Біографія
Тата (Альберт) Симонян народився 5 грудня 1962 року у Єревані. Його творча кар'єра розпочалася у 1980 році у складі ансамблю «Кілікія». Згодом навколо Тати сформувався професійний колектив музикантів, який уже багато років створює музику, яку глядачі звикли асоціювати із брендом «Тата Симонян». У квітні 2010 року під час церемонії нагородження вірменської музичної премії «Ташир» у Москві Тата Симонян за свій альбом «Amenalave Du es» став лауреатом у категорії «Найкращий альбом». Тата багато гастролює і вже виступав для глядачів у США, Канаді, Австралії, Великій Британії, Франції, Іспанії, Греції, ряді близькосхідних країн та 45 містах Росії. Також Тата грав епізодичні ролі у кількох фільмах.
У 2012—2013 роках брав участь як наставник у вокальному телевізійному шоу «Голос Вірменії», що є вірменською адаптацією «The Voice of Holland».

## Дискографія
- 1997 — Ասպարեզ (Арена)
- 1998 — Թե աջ, թե ձախ (То вправо, то вліво)
- 1999 — Ով է նա (Хто вона)
- 2001 — Shaba-daba-dash
- 2003 — Անձրև է եկել (Дощ прийшов)
- 2006 — Թևավոր քամիներ (Крилаті вітри)
- 2009 — Ամենալավը դու ես (Ти найкраща)

## Ролі у кіно
- 1996 — Наш двір
- 1998 — Наш двір-2
- 2006 — Наш двір-3
- 2009 — Зірка кохання